# Piattaforma di ghiaccio Wordie

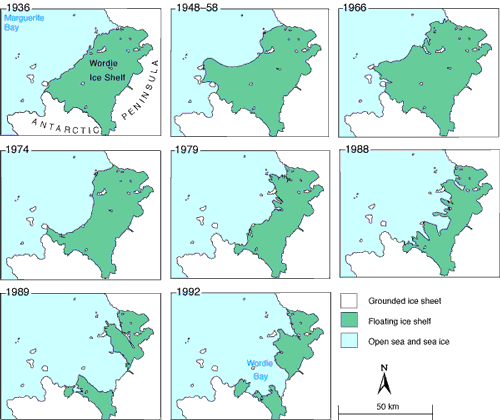
L'estensione della piattaforma glaciale Wordie negli anni.

La piattaforma di ghiaccio Wordie (69°15′S 67°45′W) era una piattaforma glaciale situata nella zona sud orientale della baia Margherita tra capo Berteaux e il monte Edglel, lungo la parte occidentale della penisola Antartica, nella Terra di Palmer, in Antartide.

## Storia
La piattaforma fu scoperta dalla spedizione British Graham Land Expedition, 1934-37, comandata da John Riddoch Rymill che  la battezzò con il nome attuale in onore di Sir James Wordie, segretario onorario e poi presidente delle Royal Geographical Society (in italiano: "Regia Società Geografica" o "Reale Società Geografica") e direttore del Scott Polar Research Institute nonché geologo e capo dello staff scientifico durante la spedizione Endurance, conosciuta anche come spedizione imperiale trans-antartica,1914-17, comandata da Ernest Shackleton.
A marzo del 2008, ricercatori del British Antarctic Survey annunciarono che la piattaforma, il cui processo di disintegrazione era in atto dagli anni sessanta, era sul punto di sparire del tutto dalla penisola Antartica, cosa che purtroppo accadde nell'aprile del 2009.